# Marsdenia geminata
Espèce
Classification phylogénétique
Marsdenia geminata est une espèce de plantes à fleurs de la famille des Apocynaceae faisant partie de la flore d'Australie.

## Dénomination
Marsdenia geminata portait le nom de Gymnema germinatum et avait été décrit en 1868 sous celui de Gymnema sylvestre,.
La famille est celle des Apocynaceae dans la sous-famille des Asclepiadaceae.
Pour la classification AGP, les Asclepiadaceae sont intégrés dans la famille des Asclepiadaceae.

## Distribution
Marsdenia geminata est présente en Australie dans le Queensland, sur la côte nord.
C'est une des plantes-hôtes de la chenille du papillon Euploea sylvester.